# Erin Marsh
Erin Marsh (12 de julio de 1999) es una deportista estadounidense que compite en atletismo. En los Juegos Panamericanos de 2023 obtuvo una medalla de oro en la prueba de heptatlón.

## Palmarés internacional
| Juegos Panamericanos | Juegos Panamericanos | Juegos Panamericanos | Juegos Panamericanos |
| Año                  | Lugar                | Medalla              | Prueba               |
| -------------------- | -------------------- | -------------------- | -------------------- |
| 2023                 | Santiago (Chile)     | Medalla de oro       | Heptatlón            |